# Petter Larsen
Petter Andreas Larsen (Oslo, 6 de desembre de 1890 - Oslo, 13 de setembre de 1946) va ser un regatista noruec que va competir a començaments del segle xx. Era fill del també regatista Alfred Larsen.
El 1912 va prendre part en els Jocs Olímpics d'Estocolm, on va guanyar la medalla d'or en la categoria de 12 metres del programa de vela, a bord del Magda IX.